# Адранодор
Адранодор — володар Сіракуз у 214 році до н. е.

## Біографічні відомості
Після смерті царя Сіракуз Гієрона, який встановив 15 опікунів для свого онука Гієроніма, Адранодор, чоловік доньки Гієрона Демарати, розігнав цю раду та перебрав усі їх повноваження на себе.
Він підтримував Гієрона стосовно укладення договору з Ганнібалом Баркою. Після початку війни на чолі із Гієронімом проти Риму він був разом з ним. Відразу після загибелі царя, повернувся до Сіракуз і намагався захопити владу. Врешті-решт домовився з організаторами заколоту проти Гієроніма — Феодотом та Сосієм — й увійшов до ради з управління Сіракузами. Але в тому ж році (214 до н. е.) організував заколот з метою повалення влади проримського уряду, проте його було викрито й вбито.